# 검단동 (인천)
검단동(黔丹洞)은 인천광역시 서구의 북부에 위치한 검단 지역의 마전동 일부와 금곡동을 관할하는 행정동이다.

## 연혁
- 1995년 3월 1일 : 경기도 김포군 검단면이 인천광역시 서구로 편입되어 검단동으로 변경
- 2002년 1월 1일 : 검단동이 검단1동과 검단2동(현 불로대곡동)으로 분동
- 2005년 9월 1일 : 검단1동의 일부(당하동 동부)가 검단2동의 일부(원당동)와 합쳐 검단3동(현 원당동) 신설
- 2006년 9월 1일 : 검단1동에서 검단4동(현 당하동)이 분동
- 2013년 9월 2일 : 검단1동에서 검단5동(현 오류왕길동)이 분동
- 2018년 7월 1일 : 검단1동을 검단동으로 개칭

## 법정동
- 금곡동(金谷洞)
- 마전동(麻田洞) : 능내공원 이북

## 교육
- 인천검단초등학교
- 인천금곡초등학교
- 인천능내초등학교
- 검단중학교
- 검단고등학교
- 인천마전고등학교

## 아파트
| 단지명                      | 건설사                | 시행사                                                                                | 주소                             | 입주        | 비고 |
| --------------------------- | --------------------- | ------------------------------------------------------------------------------------- | -------------------------------- | ----------- | ---- |
| 검단 1차 우방아이유쉘       | 에스엠상선㈜ 건설부문 | ㈜하이플러스카드                                                                      | 서구 완정로 208 (금곡동)         | 2017년 8월  |      |
| 검단 2차 우방아이유쉘       | 에스엠상선㈜ 건설부문 | 에스엠상선㈜ 건설부문                                                                 | 서구 완정로 126 (마전동)         | 2018년 6월  |      |
| 마전 대주파크빌             | 대주건설㈜            | 대주건설㈜                                                                            | 서구 마전로99번길 8 (마전동)     | 2005년 2월  |      |
| 검단 피오레                 | 대주건설㈜            | ㈜하이브종합건설                                                                      | 서구 완정로65번안길 10 (마전동)  | 2007년 1월  |      |
| 마전 금호어울림             | 금호산업              | ㈜천산개발                                                                            | 서구 가현로 33 (마전동)          | 2007년 9월  |      |
| 검단 금호어울림             | 금호산업              | ㈜금호산업                                                                            | 서구 완정로65번안길 17 (마전동)  | 2004년 6월  |      |
| 마전 1차 풍림아이원         | 풍림산업              | 한솔공영㈜                                                                            | 서구 가현로 7 (마전동)           | 2004년 7월  |      |
| 마전 3차 풍림아이원         | 풍림산업              | ㈜풍림산업개발                                                                        | 서구 가현로42번길 49 (마전동)    | 2005년 7월  |      |
| 마전 4차 풍림아이원         | 풍림산업              | ㈜프리마건설                                                                          | 서구 마전로5번길 13 (마전동)     | 2007년 1월  |      |
| 검단 2차 풍림아이원         | 풍림산업              | 경도건설㈜                                                                            | 서구 완정로64번길 23 (마전동)    | 2005년 2월  |      |
| 당하 2차 풍림아이원         | 풍림산업              | ㈜근화건설                                                                            | 서구 원당대로685번길 30 (마전동) | 2004년 10월 |      |
| 당하 3차 풍림아이원         | 풍림산업              | ㈜근화건설                                                                            | 서구 원당대로685번길 23 (마전동) | 2004년 10월 |      |
| e편한세상 검단 에코비스타   | DL건설                | 우리자산신탁㈜ DL건설, ㈜한양 경우종합건설㈜, 풍창건설㈜ ㈜도담개발, ㈜트리플아이앤디 |                                  |             |      |
| 검단신도시 푸르지오 더 파크 | 대우건설              | 청명디앤씨 대우건설 동부건설 장형기업 경화건설 한국토지주택공사                       |                                  |             |      |
| 검단 우림필유               | 우림건설㈜            | 검단우림주택조합                                                                      |                                  | 2007년 1월  |      |